# Assyrianism
Assyrianism är en form av syrisk kristen nationalism, med sitt ursprung från 1800-talet, och är diametralt motsatt panarabism.
Assyrianism som ideologi förespråkar ett enat assyriskt folk, med den assyriska självständigheten som mål.